# Де Мита, Чириако
Чириако Луиджи де Мита (итал. Ciriaco Luigi De Mita; 2 февраля 1928[…], Нуско, Кампания — 26 мая 2022, Авеллино, Кампания) — итальянский политик, премьер-министр Италии с апреля 1988 по июль 1989 года.

## Биография
Чириако Луиджи де Мита родился в феврале 1928 года в городке Нуско в провинции Авеллино. Окончил юридический факультет Миланского католического университета.

### Политическое восхождение
Ещё в молодости он занялся политикой, вступив в Христианско-демократическую партию, где был близок к левому крылу («Базы»), сменил Фиорентино Сулло в качестве лидера течения на провинциальном уровне. В 1956 году стал членом совета партии, в 1969—1973 и 1979—1982 годах — заместитель секретаря ХДП.
С 9 мая 1963 года вошёл в состав Палаты депутатов Италии (в которой проработал до 28 апреля 2008 года) по избирательному округу Беневенто-Авеллино-Салерно. Он будет депутатом до выборов 1994 года. 

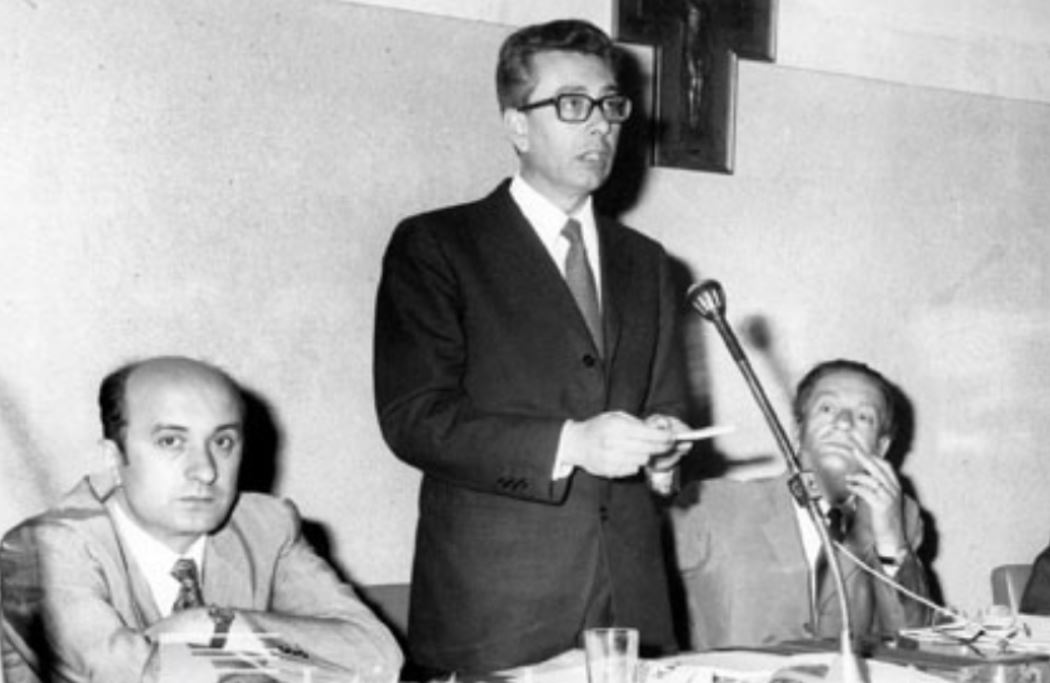
Де Мита с Арнальдо Форлани и Бениньо Дзакканини в 1970 году.

В 1968—1969 годах — заместитель министра внутренних дел в правительстве Румора, сформированном так называемой «органической» левоцентристской коалицией, с 8 июля 1973 года по 23 ноября 1974 года — министр промышленности, торговли и ремёсел, с 23 ноября 1974 года по 30 июля 1976 года министр внешней торговли в правительстве Альдо Моро, с 30 июля 1976 года по 21 марта 1979 года министр без портфеля (по делам Юга) в кабинете Джулио Андреотти.

### Руководитель партии и премьер-министр

Де Мита с Беттино Кракси в 1986 году.

На партийном съезде 1982 года Де Мита был избран председателем Христианско-демократической партии с чёткой целью обновления партии. Будучи лидером партии, Де Мита потерпел крупное поражение на всеобщих выборах 1983 года. Однако в 1986 году был переизбран на свой пост с поддержкой в 60 % голосов.  
Запомнился соперничеством с лидером социалистов Беттино Кракси, который в 1980-х годах четыре года занимал пост премьер-министра и отказался уступить руководство правительством ХДП, что было предусмотрено «пактом о передаче власти» (patto della staffetta),так что были объявлены внеочередные выборы. На этих парламентских выборах 1987 года христианские демократы одержали победу. 
С 13 апреля 1988 по 22 июля 1989 года де Мита занимал пост премьер-министра (в составе коалиции ХДП, социалистической, республиканской, социал-демократической и либеральной партий). В самом начале его премьерской деятельности, Роберто Руффилли, советник де Мита, был убит членами группировки «Красные бригады» в городе Форли.  

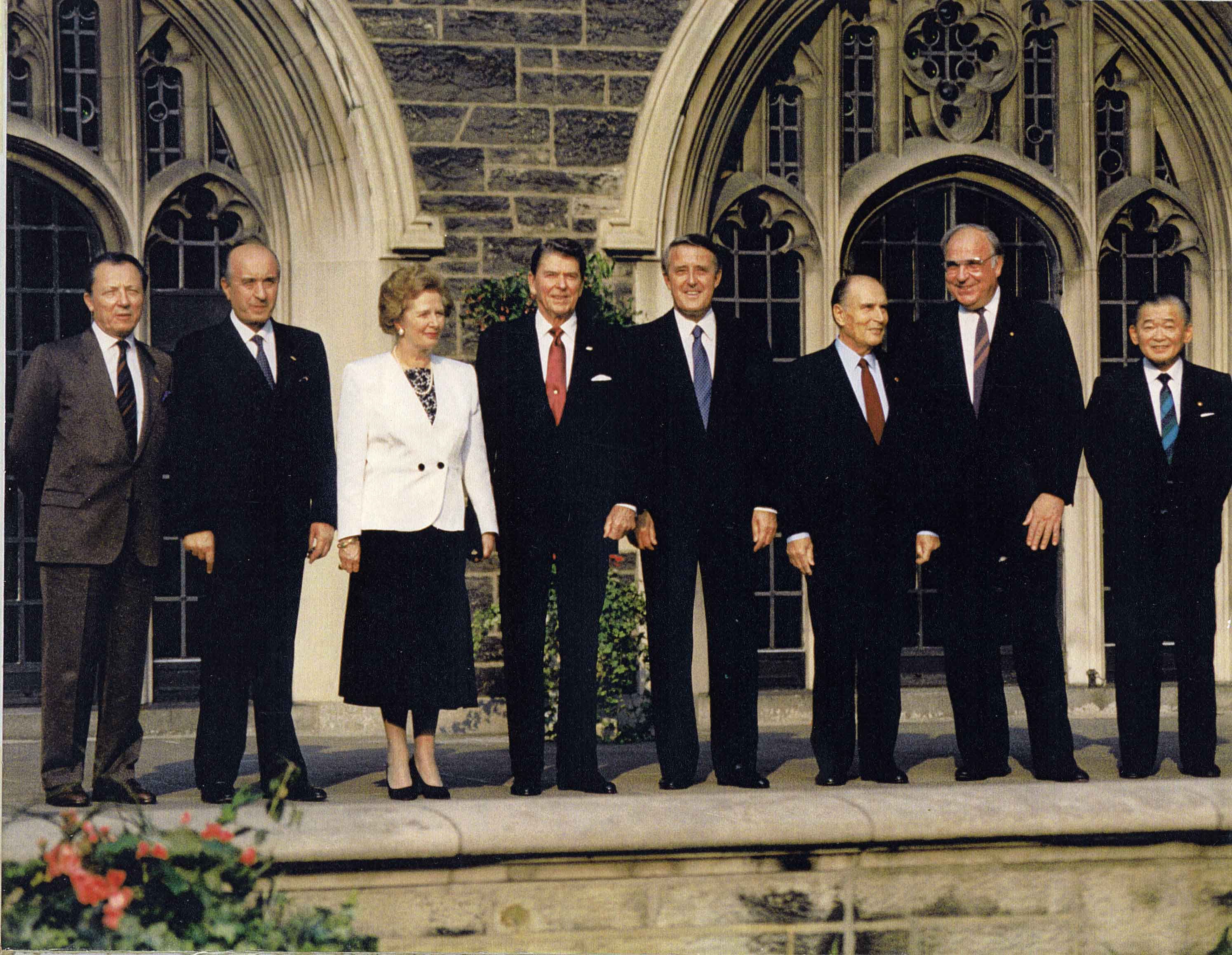
Де Мита (второй слева) на 14-м саммите G7 1988 года в Канаде.

Его работа на посту премьер-министра завершилась год спустя после правительственного кризиса, вызванного соперничеством с Кракси, вседствие чего де Мита завершил свою деятельность в правительстве. Его кабинет окончательно пал в июле 1989 года, и 23 июля его сменил Джулио Андреотти. 

### Последующая политическая карьера
В сентябре 1992 года он был назначен председателем Двусторонней комиссии по конституционной реформе, должность, которую он покинул в марте 1993 года, когда его сменила Нильде Йотти. На выборах 1994 года Де Мита не баллотировался на переизбрание, но в 1996 году вернулся в парламент, после чего ещё дважды переизбирался — в 2001 и 2006 году. 

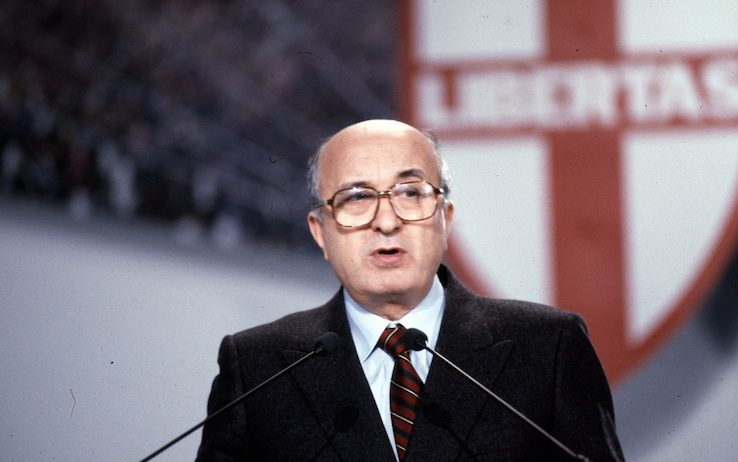
Де Мита на партийном мероприятии

В 1994 году вступил в Итальянскую народную партию, которую покинул в 2002 году, присоединившись к центристской партии Маргаритка: Демократия — это свобода. Там он оставался 5 лет, после чего перешёл в Демократическую партию Италии.
Де Мита был членом Европейского парламента в 1999—2004 и 2009—2014 годах. Когда в июне 2009 года де Мита получил место в Европейском парламенте, он стал в 81 год старейшим кандидатом, победившим на этих выборах.
25 мая 2014 года Де Мита был избран мэром родного города Нуско, переизбран в 2019 году, занимая этот пост до своей смерти в 2022 году. 

## Личная жизнь и смерть
В 1958 году Де Мита женился на Анне Марии Скаринци (родилась 12 февраля 1939 года), с которой у него был сын и три дочери: Антония (родилась 23 декабря 1967 года), Джузеппе (родилась 10 мая 1969 года), Флориана (родилась 19 марта 1973 года) и Симона (родилась 21 апреля 1974 года). Его племянник Джузеппе Де Мита был членом Палаты депутатов с 2013 по 2018 год. 
Скончался 26 мая 2022 года в возрасте 94 лет в доме ухода «Усадьба среди сосен» в Авеллино, восстанавливаясь после операции по поводу перелома бедренной кости, полученного в результате падения. Его похороны состоялись на следующий день в Нуско. 